# Cremastus gigas
Cremastus gigas är en stekelart som beskrevs av Heinrich 1953. Cremastus gigas ingår i släktet Cremastus och familjen brokparasitsteklar. Inga underarter finns listade i Catalogue of Life.